# Life Is a Song Worth Singing
«Life Is a Song Worth Singing» es una canción del cantante estadounidense Johnny Mathis. Fue publicada el 21 de septiembre de 1973 como la sexta canción de su álbum I'm Coming Home.

## Composición
«Life Is a Song Worth Singing» fue compuesta por Thom Bell y Linda Creed. La canción inició con “ráfagas de viento” que, según Mathis, “era Thom soplando en el micrófono”. El crítico de PopMatters, Christian John Wikane, elogió la “grandeza cinematográfica de la canción [que] prosiguió a medida que las cuerdas se desvanecían”, añadiendo que “durante los siguientes dos minutos y medio, Bell hizo todo lo posible para alimentar el suspenso. La sección rítmica y los vientos presagiaban algo grande, incluso épico”.

## Grabación
Las sesiones de grabación de la canción tuvieron lugar el día 24 de mayo de 1973 en los estudios Sigma Sound, en Filadelfia, Pensilvania. «Life Is a Song Worth Singing» se grabó el mismo día que las canciones «I'm Coming Home», «I'm Stone in Love with You», y «And I Think That's What I'll Do». “Mathis se metió en aguas peligrosas cuando hice esa canción”, dijo Bell. “Era fantástico con las baladas pero quería presentarle un concepto completamente nuevo. Quería presentar un nuevo concepto para Filadelfia, punto”. Bell también optó por presentar la voz de Mathis de una manera diferente. “Cuando piensas en Johnny Mathis, piensas en ese encantador y melodioso vibrato en su voz”, dijo. “La idea era incorporarlo como gladiador para variar. Era algo completamente nuevo para él. Fue una canción un poco difícil de cantar porque no estaba acostumbrado a ese tipo de ritmos. Nunca había hecho algo así y eso le asustaba”. Bell señaló que Mathis “entendió perfectamente” los matices de las letras de Linda Creed y “lo cantó en una sola toma”.
«Life Is a Song Worth Singing» fue la última canción grabada para I'm Coming Home.

## Recepción de la crítica
Un escritor no especificado de la revista Record World escribió: “Thom Bell ha creado una maravillosa atmósfera musical en torno a la mágica voz de Mathis con magníficos segmentos orquestales y una producción controlada por expertos”. Un escritor no especificado de la revista Cash Box declaró: “La carrera revitalizada de Johnny Mathis definitivamente cerrará el círculo con esta gran melodía de Thom Bell–Linda Creed. Aunque es una especie de balada, esta obra maestra parecida a Shaft es Johnny en su mejor momento más emocionante. Naturalmente, la técnica de producción de Bell está a la vista y también vale la pena cantar sobre eso”. Un escritor no especificado de la revista Billboard escribió: “La espectacular producción de Thorn Bell presenta el corte comercial más inusual de este estilista. El sencillo pertenece al nuevo y exitoso LP de Johnny y demuestra dramáticamente que es un excelente intérprete de nuevas melodías. Su voz es romántica y clara, de tono prístino y siempre rica y fluida”.

## Lista de canciones
- Columbia – 4-45975 – 7-inch single[6]

Lado A
1. «Life Is a Song Worth Singing» – 4:30

Lado B
1. «I Just Wanted to Be Me» – 3:10

## Posicionamiento
| Gráfica (1974)                              | Pico de posición |
| ------------------------------------------- | ---------------- |
| Estados Unidos (Billboard Hot 100)          | 54               |
| Estados Unidos (Billboard Easy Listening)   | 8                |
| Estados Unidos (Billboard Hot Soul Singles) | 65               |
| Estados Unidos (Cash Box Top 100 Singles)   | 64               |

## Otras versiones
- La canción fue versionada por el cantautor estadounidense Teddy Pendergrass en su segundo álbum de estudio Life Is a Song Worth Singing (1978).[11]